# Lubień Górny (przystanek kolejowy)
Lubień Górny – zlikwidowany przystanek stargardzkiej kolei wąskotorowej w Lubieniu Górnym, w województwie zachodniopomorskim, w Polsce. Przystanek został zamknięty przed 1959 rokiem.